# 夏時 (嘉靖進士)
夏時（1514年—1581年），字人正，號陽衢，直隸松江府華亭縣人，匠籍，明朝政治人物。

## 生平
嘉靖二十八年己酉科（1549年）應天府鄉試第五名舉人。嘉靖三十五年（1556年）中式丙辰科會試第二百七十九名，三甲第一百名進士。都察院观政，授中書舍人。嘉靖四十年六月，考选戶科給事中。丁母石孺人忧。隆慶二年（1568年）十月復除礼科給事中。卒年六十八。

## 家族
曾祖夏子真；祖父夏馥，壽官；父夏充，號一山，贈中书舍人。前母于氏；前母徐氏；母石氏，封孺人。兄夏昉，號梅月。子夏文徵，仕河间府捡校。孫夏道行。